# Corsia dispar
Corsia dispar är en enhjärtbladig växtart som beskrevs av David Lloyd Jones och Bruce Gray. Corsia dispar ingår i släktet Corsia och familjen Corsiaceae. Inga underarter finns listade.